# NGC 3854
NGC 3854 (ook: NGC 3865) is een balkspiraalstelsel in het sterrenbeeld Beker. Het hemelobject werd in 1880 ontdekt door de Britse amateur astronoom Andrew Ainslie Common. Het werd in 1886 verder onderzocht door de Amerikaanse astronoom Francis Preserved Leavenworth.

## Synoniemen
- MCG -1-30-28
- PGC 36581